# Cielądz (gromada)
Cielądz – dawna gromada, czyli najmniejsza jednostka podziału terytorialnego Polskiej Rzeczypospolitej Ludowej w latach 1954–1972.
Gromady, z gromadzkimi radami narodowymi (GRN) jako organami władzy najniższego stopnia na wsi, funkcjonowały od reformy reorganizującej administrację wiejską przeprowadzonej jesienią 1954 do momentu ich zniesienia z dniem 1 stycznia 1973, tym samym wypierając organizację gminną w latach 1954–1972.
Gromadę Cielądz siedzibą GRN w Cielądzu utworzono – jako jedną z 8759 gromad na obszarze Polski – w powiecie rawskim w woj. łódzkim, na mocy uchwały nr 37/54 WRN w Łodzi z dnia 4 października 1954. W skład jednostki weszły obszary dotychczasowych gromad Cielądz, Gułki, Łaszczyn, Niemgłowy i Niemgłowy Nowe oraz obszar lasów zaserwitutowych z dotychczasowej gromady Sanogoszcz ze zniesionej gminy Regnów w tymże powiecie. Dla gromady ustalono 14 członków gromadzkiej rady narodowej.
31 grudnia 1959 do gromady Cielądz przyłączono wieś i kolonię Komorów ze znoszonej gromady Komorów oraz wieś, osadę i parcelę Sangoszcz i wieś, kolonię i parcelę Ossowice ze znoszonej gromady Ossowice.
Gromada przetrwała do końca 1972 roku, czyli do kolejnej reformy gminnej. 1 stycznia 1973 w powiecie rawskim utworzono gminę Cielądz.